# Rekity
Rekity, ukrajinsky Рекіти, maďarsky Rekettye, jsou částí obce Liskovec v Mižhirské vesnické komunitě, v okresu Chust, v Zakarpatské oblasti Ukrajiny. V roce 2025 zde žilo 318 obyvatel.

## Historie
Název Rekytha je poprvé uveden v listině z roku 1609, v roce 1623 je uveden název Rekita.Do uzavření Trianonské smlouvy byla obec součástí Uherska, poté byla součástí první československé republiky. Od roku 1945 byla součástí Ukrajinské sovětské socialistické republiky, která byla součástí SSSR. Od roku 1991 je součástí nezávislé Ukrajiny.

## Pamětihodnosti
- Cerkev sv. Mikuláše, z 18. století, ukrajinská národní kulturní památka.[2]